# António Abreu
António Simões de Abreu (Lisboa, 6 de Agosto de 1947) é um engenheiro químico e político português.

## Biografia
António Abreu é licenciado em engenharia química pelo Instituto Superior Técnico da antiga Universidade Técnica de Lisboa (actualmente, Universidade de Lisboa) e fez várias pós-graduações nas áreas de gestão. 
Aderiu ao Partido Comunista Português, em 1969, e de 1969 até 1973 foi um membro activo da oposição democrática ao regime fascista de Marcello Caetano, participando na CDE como activista e candidato. Foi eleito por duas vezes Presidente da Associação de Estudantes e perseguido pela PIDE/DGS. A perseguição da polícia política levou-o à clandestinidade enquanto membro do partido.
Após o 25 de Abril de 1974, desenvolveu o seu trabalho político dentro da União dos Estudantes Comunistas, uma das organizações juvenis do partido na época. De seguida, tornou-se responsável pela área intelectual do partido e por várias organizações locais no Distrito do Porto desde a Revolução até 1978. Logo após, foi responsável de várias organizações do partido, em Lisboa, tais como o Sector Intelectual. Mais tarde, tornou-se vereador em Lisboa, após ter sido eleito dentro de uma coligação entre o Partido Comunista e o Partido Socialista. Foi o responsável pela Educação, Juventude e Reestruturação Urbana na Câmara Municipal de Lisboa (1993–2001).
No dia 14 de Janeiro de 2001, António Abreu foi candidato do partido às eleições presidenciais. Foi também membro do Conselho Nacional de Educação (1998–2005) e do Conselho de Informação da RTP (1980–1987). Foi director do Parque Natural de Sintra e trabalhou em projectos de novos hospitais (2003–2009). É, no presente, consultor dedicado à gestão de projectos.
É comendador da Ordem do Mérito, por decisão do Presidente da República Jorge Sampaio.

## Eleições presidenciais de 2001
Única volta a 14 de Janeiro de 2001
| Candidato                  | Votos     | %       |
| -------------------------- | --------- | ------- |
| Jorge Sampaio              | 2 401 015 | 55,55 % |
| Joaquim Ferreira do Amaral | 1 498 948 | 34,68 % |
| António Abreu              | 223 196   | 5,16 %  |
| Fernando Rosas             | 129 840   | 3,00 %  |
| António Garcia Pereira     | 68 900    | 1,59 %  |